# Paparoa nationalpark

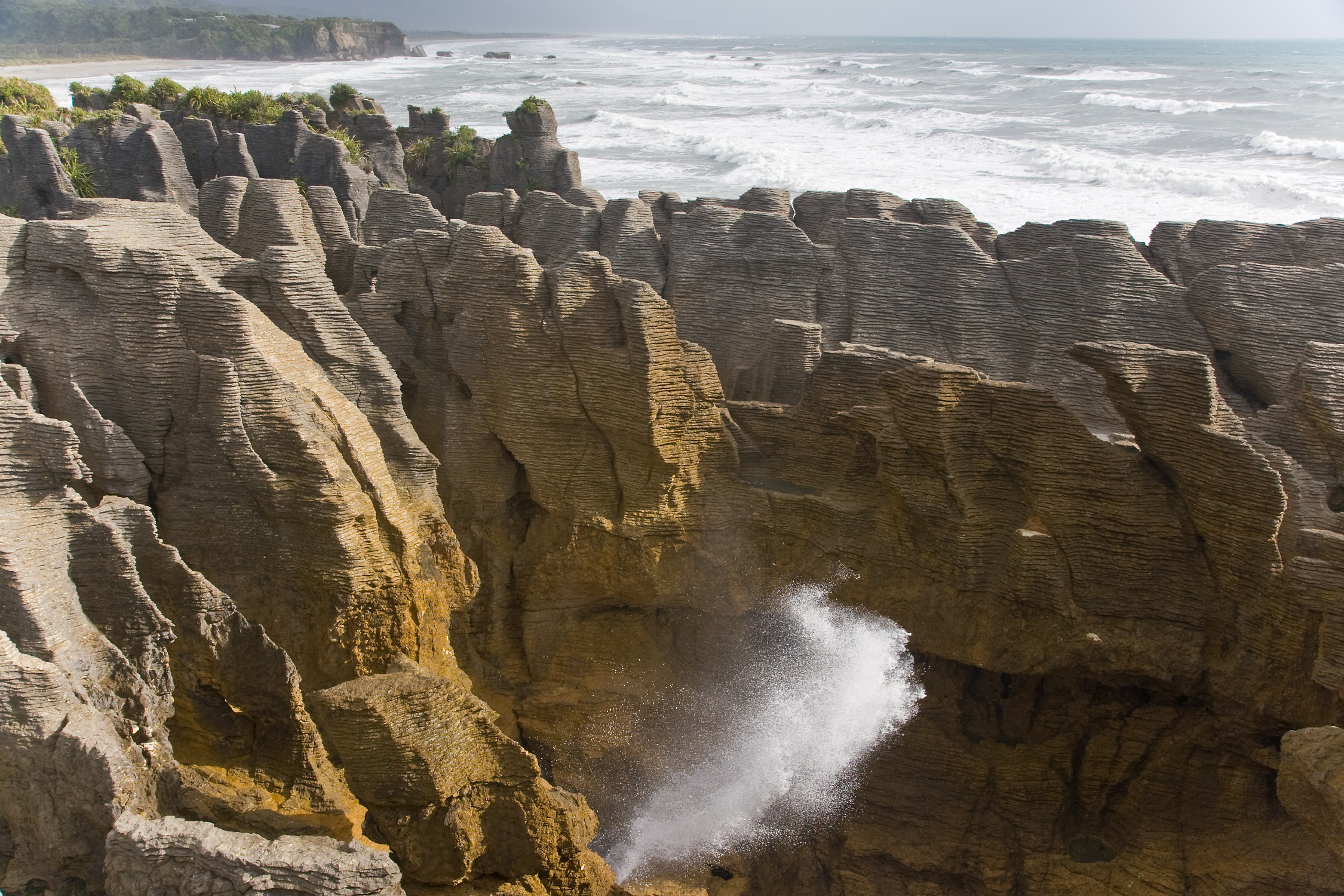
Blåshål i Paparoa nationalpark

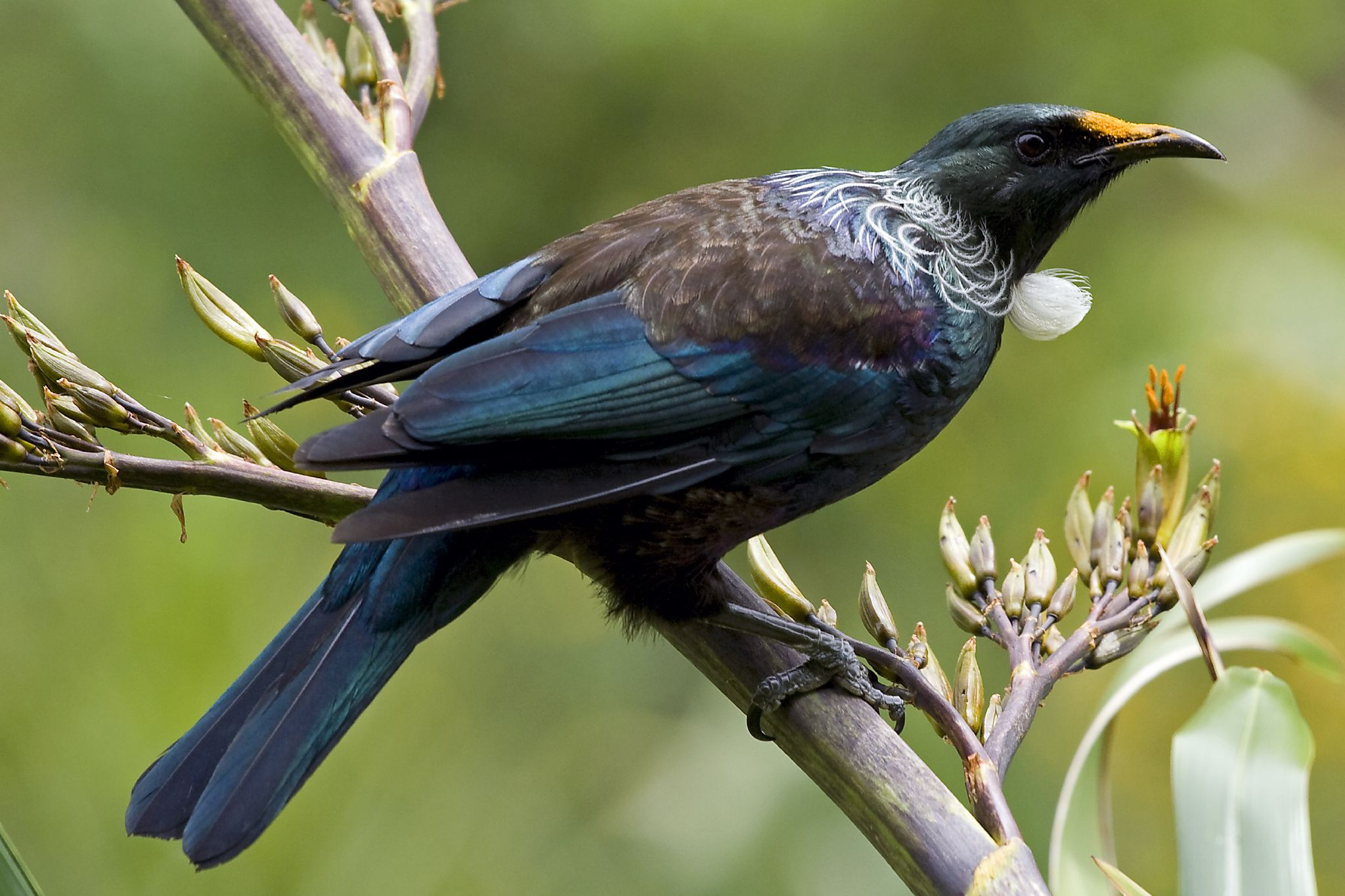
Prosthemadera novaeseelandiae

Paparoa natinalpark är en nationalpark i Nya Zeeland som ligger på Sydöns västkust, mellan städerna Westport och Greymouth. Parken inrättades år 1987 och omfattar cirka 305,6 kvadratkilometer. 

## Geografi
Paparoa nationalpark ligger i ett område vars berggrund till stor del består av kalksten och innehåller många säregna landformationer som har uppkommit genom dennas bildning och vittring. 
Särskilt uppmärksammade är de så kallade Pancake rocks nära det lilla samhället Punakaiki. Andra intressanta naturfenomen i parken är blåshålen vid Dolomite Point, karstbildningar, grottor och flodraviner. 

## Flora och fauna
Parken har ett milt kustklimat och vegetationen domineras av skogar. Närmast kusten finns skogar med inslag av palmer (släktet Rhopalostylis). Längre inåt landet finns skogar med träd ur släktet Nothofagus, blandad med rimu och andra träd ur familjen Podocarpaceae. 
Fågelfaunan innehåller arter som den sällsynta större sotpetrellen, kiwi, kereru, korimako och Prosthemadera novaeseelandiae.